# Murray Bookchin
Murray Bookchin (Nova York, 14 de gener del 1921 - Burlington, Vermont, 30 de juliol del 2006) fou un autor, orador i teòric polític anarquista i socialista llibertari estatunidenc. Pioner del moviment ecologista, Bookchin inicià la teoria crítica de l'ecologia social des d'un vessant anarquista, socialista llibertari i ecològic.
És autor d'una extensa col·lecció de llibres sobre història, política, filosofia, temes relacionats amb l'urbanisme i l'ecologia. Des d'un punt de vista ideològic, Bookchin va evolucionar des d'un marxisme tradicional cap al socialisme llibertari, en la línia anarquista de Kropotkin.
A finals de la dècada dels noranta, es desencantà de l'estil de vida apolítica del moviment anarquista contemporani i deixà de referir-se a si mateix com un anarquista. En canvi, fundà la seva pròpia ideologia socialista llibertària anomenada comunalisme.
Bookchin fou un anticapitalista i defensor de la descentralització de la societat en un sentit ecològic i democràtic. Els seus escrits sobre el municipalisme llibertari, una idea d'organització política basada en institucions assembleàries d'índole veïnal, tingueren una influència en el moviment verd i grups d'acció directa anticapitalista, com ara Reclaim the Streets.

## Biografia
Bookchin era fill dels immigrants jueus russos Nathan Bookchin i Rose (Kaluskaya) Bookchin. Es crià en el Bronx, on la seva àvia, Zeitel, una revolucionària socialista, l'imbuí d'idees populistes russes. Després de la seva mort, el 1930, s'uní als Joves Pioners, l'organització comunista juvenil (per a nens de 9 a 14), i a la Unió de Joves Comunistes (per a nens més grans) el 1935. Assistí a l'Escola de Treballadors prop d'Union Square, on estudià el marxisme. Durant els anys de la Guerra Civil espanyola, s'involucrà en el moviment novaiorquès de suport a l'estat espanyol (Support Spain). A finals de la dècada de 1930, trencà amb l'estalinisme i gravità cap al trotskisme, unint-se al Partit Socialista dels Treballadors (Socialist Workers Party o SWP). A principis de la dècada de 1940, treballà en una foneria a Bayonne (Nova Jersey), on era un organitzador i delegat sindical del United Electrical Workers, així com un reclutador per l'SWP. Dins de l'SWP, s'adherí a la facció Goldman-Morrow, que se separà després de la guerra. Fou un treballador del sector automotriu i membre del sindicat United Automobile Workers en el moment de la gran vaga de General Motors del 1945-46. El 1949, en parlar a una organització juvenil sionista al City College, Bookchin conegué una estudiant de matemàtiques, Beatrice Appelstein, amb qui es casà el 1951. Estigueren casats durant 12 anys i visqueren junts durant 35 anys, romanent amics propers i aliats polítics per a la resta de la seva vida. Tingueren dos fills, Debbie i Joseph.
Des del 1947, col·laborà a Nova York amb un antic company trotskista, l'expatriat alemany Josef Weber, en el Movement For a Democracy of Content, un grup d'uns 20 post-trotskistes que editaren col·lectivament la revista periòdica Contemporary Issues – A Magazine for a Democracy of Content, que abraçava l'utopisme. La revista proporcionava un fòrum per a la creença que els intents anteriors de crear una utopia havien fracassat en la necessitat del treball pesat, però ara la tecnologia moderna n'havia eliminat la necessitat, un desenvolupament alliberador. Per aconseguir aquesta societat de "postescassetat", Bookchin desenvolupà una teoria de descentralisme ecològic. La revista publicà els primers articles de Bookchin, incloent-hi el pioner "El problema dels productes químics en els aliments" (1952). El 1958, Bookchin es definí a si mateix com a anarquista, en veure paral·lelismes entre l'anarquisme i l'ecologia. El seu primer llibre, Our Synthetic Environment, es publicà sota el pseudònim de Lewis Herber el 1962, pocs mesos abans de Primavera silenciosa, de Rachel Carson. El llibre descrivia una àmplia gamma de mals ambientals, però va rebre poca atenció pel seu radicalisme polític.
El 1964, Bookchin s'uní al Congrés de la Igualtat Racial (Congress of Racial Equality o CORE), i protestà contra el racisme a la Fira Mundial del 1964. Del 1964 al 1967, mentre vivia al Lower East Side de Manhattan, cofundà i fou la figura principal de la Federació d'Anarquistes de Nova York. El seu assaig pioner "Ecologia i pensament revolucionari" ("Ecology and Revolutionary Thought") introduí l'ecologia com a concepte en la política radical. El 1968, fundà un altre grup que publicà l'influent revista Anarchos, que publicà aquest i altres assaigs innovadors sobre postescassetat i tecnologies ecològiques com l'energia solar i eòlica, i sobre la descentralització i la miniaturització. Impartint docència per tots els Estats Units, ajudà a popularitzar el concepte de l'ecologia en la contracultura. El seu assaig del 1969 Escola, marxista! (Listen, Marxist), àmpliament reeditat, advertia (en va) al moviment Students for a Democratic Society en contra d'una imminent presa de control per part d'un grup marxista. Aquests i altres assaigs influents de la dècada del 1960 es recolliren en l'antologia Anarquisme postescassetat (Post Scarcity Anarchism, 1971).
Entre 1969 i 1970, fou professor en Alternate U, una escola contracultural radical situada al carrer 14th, a Manhattan. El 1971, es traslladà a Burlington, Vermont, juntament amb un grup d'amics, en un esforç per posar en pràctica les seves idees descentralistes. Fou contractat pel Goddard College a la tardor del 1973 per fer classes sobre tecnologia; les seves classes el portaren a una plaça d'ensenyant i a la creació del programa d'Estudis d'Ecologia Social el 1974 i de l'Institut per a l'Ecologia Social (ISE) poc després, del qual esdevingué el director. El 1974, fou contractat pel Ramapo College a Mahwah (Nova Jersey), on ràpidament es convertí en catedràtic. L'ISE fou un centre per a l'experimentació i l'estudi de la tecnologia adequada en la dècada del 1970. Del 1977 al 1978, fou membre del grup d'afinitat Spruce Mountain de l'Aliança Clamshell, una organització antinuclear. També el 1977 publicà Els anarquistes espanyols (The Spanish Anarchists), una història del moviment anarquista espanyol fins a la revolució del 1936.
El 1980, renuncià com a director de l'ISE, i després de la seva jubilació de Ramapo a principis del 1983, es traslladà de nou a Burlington, Vermont. Allà, sense deixar d'escriure, posà les seves idees polítiques en la pràctica mitjançant la col·laboració amb grups que s'oposaven a una planta d'estelles de fusta, una incineradora d'escombraries, el desenvolupament d'urbanitzacions a la costa del llac Champlain i un port esportiu de luxe. Per tal de fomentar la democràcia cara a cara, ajudà a crear les assemblees de barri a Burlington. El 1982, el seu llibre L'ecologia de la llibertat (The Ecology of Freedom) tingué un profund impacte en el moviment ecologista emergent, tant als Estats Units com a l'estranger. Les seves conferències a Alemanya influïren alguns dels fundadors dels Verds alemanys. Ell mateix fou una de les figures principals en els Verds de Burlington entre 1986 i 1990, un grup ecologista que presentà candidats al Consell Municipal en un programa per a crear una democràcia de barri.
En De la urbanització a les ciutats (From Urbanization to Cities), publicat originalment el 1987 com en The Rise of Urbanization and the Decline of Citizenship, Bookchin traçà les tradicions democràtiques que havien influït la seva filosofia política i definí l'aplicació del concepte de municipalisme llibertari. Uns anys més tard, Les polítiques de l'ecologia social (The Politics of Social Ecology), escrit per la seva companya Janet Biehl, presentà un breu resum d'aquestes idees.
El 1987, com a orador principal en la primera reunió dels Verds dels Estats Units a Amherst (Massachusetts), Bookchin inicià una crítica de l'ecologia profunda, acusant-la de misantropia, neomalthusianisme, biocentricisme, i irracionalisme. Dave Foreman, un important ecologista profund i cofundador d'Earth First!, havia dit recentment que la fam a Etiòpia del 1984-1985 era "la natura seguint el seu curs", la natura autocorregint la "superpoblació" humana.
El 1995, Bookchin es lamentà de la degradació de l'anarquisme nord-americà cap al primitivisme, antitecnologisme, neosituacionisme, autoexpressió individual, i "aventurerisme ad hoc", a costa de la formació d'un moviment social. Arthur Verslius digué: "Bookchin... es descriu a si mateix com un "anarquista social", ja que espera una (suau) revolució social... Bookchin s'ha encès contra aquells a qui ell anomena 'anarquistes d'estil de vida'". La publicació d'Anarquisme social o anarquisme individual (Social Anarchism or Lifestyle Anarchism) el 1995, criticant aquesta tendència, fou sorprenent per als anarquistes. A partir de llavors, Bookchin conclogué que l'anarquisme nord-americà era essencialment individualista i trencà públicament amb l'anarquisme el 1999. Recollí les seves idees en una nova ideologia política: el comunalisme, una forma de socialisme llibertari que conserva les seves idees sobre la democràcia assembleària i la necessitat de la descentralització, el poder/diners/influència, l'agricultura, la manufactura, etc.
A més dels seus escrits polítics, Bookchin escrigué extensament sobre filosofia, anomenant les seves idees naturalisme dialèctic. Els escrits dialèctics de Hegel, que articulen una filosofia de canvi i creixement, li semblaven prestar-se a un efocament orgànic, o fins i tot ecològic. Tot i que Hegel "exercí una considerable influència" en Bookchin, no era, en cap sentit, hegelià. Els seus últims escrits filosòfics emfasitzen l'humanisme, la racionalitat i els ideals de la Il·lustració. La seva última gran obra publicada fou La tercera revolució (The Third Revolution), una història en quatre volums dels moviments llibertaris en les revolucions europees i americanes.
Continuà ensenyant a l'ISE fins al 2004. Bookchin morí d'insuficiència cardíaca el 30 de juliol del 2006, a la seva casa de Burlington, a l'edat de 85 anys.

## Pensament

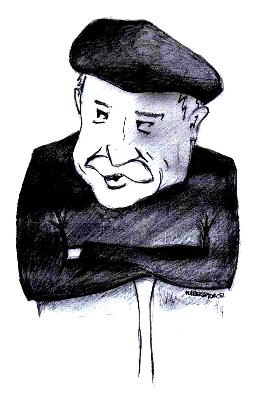

### Ecologia social
En l'assaig Què és l'ecologia social?, Bookchin resumeix el significat de l'ecologia social de la manera següent:
| «                                                 | (anglès) Social ecology is based on the conviction that nearly all of our present ecological problems originate in deep-seated social problems. It follows, from this view, that these ecological problems cannot be understood, let alone solved, without a careful understanding of our existing society and the irrationalities that dominate it. To make this point more concrete: economic, ethnic, cultural, and gender conflicts, among many others, lie at the core of the most serious ecological dislocations we face today—apart, to be sure, from those that are produced by natural catastrophes. | (català) L'ecologia social es basa en la convicció que gairebé tots els problemes ecològics actuals s'originen en problemes socials profundament arrelats. D'aquest punt de vista, en segueix el raonament que aquests problemes ecològics no es poden entendre, ni molt menys solucionar, sense una comprensió adequada de la nostra societat actual i de les irracionalitats que la dominen. Per concretar més aquest punt: els problemes econòmics, ètnics, culturals i de gènere, entre d'altres, es troben al cor de les dislocacions ecològiques més greus que tenim avui -a part, és clar, d'aquelles causades per catàstrofes naturals. | » |
| — Murray Bookchin, Social Ecology and Communalism | | |   |

### Municipalisme llibertari

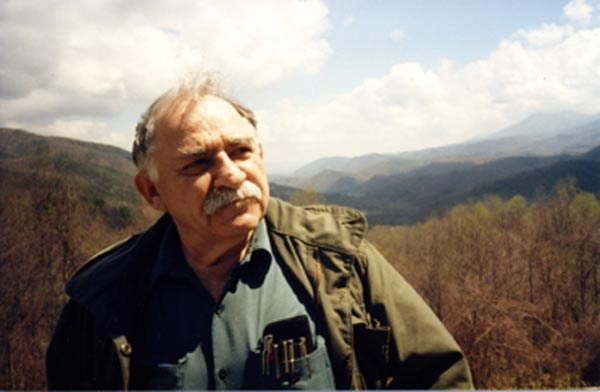

A partir de la dècada del 1970, Bookchin argumenta que l'escenari per al canvi social llibertari ha de ser el nivell municipal. En una entrevista del 2001, resumí el seu punt de vista d'aquesta manera: "El problema primordial és canviar l'estructura de la societat de manera que la gent guanyi poder. El millor àmbit per a aconseguir això és el municipi —la ciutat o el poble—, on tenim l'oportunitat de crear una democràcia cara a cara". El 1980, Bookchin usà el terme "municipalisme llibertari" per a descriure un sistema en què les institucions llibertàries de les assemblees de democràcia directa s'oposarien i reemplaçarien l'estat amb una confederació de municipis lliures. El municipalisme llibertari té la intenció de crear una situació en la qual els dos poders —les confederacions municipals i l'estat-nació— no puguin coexistir. Els seus partidaris —comunalistes— creuen que és el mitjà per a aconseguir una societat racional, i la seva estructura es converteix en l'organització de la societat.

## Obra

### Llibres
- Our Synthetic Environment (1962)
- Crisis in our Cities (1965)
- Desire and Need (1967)
- Post-Scarcity Anarchism (1971 i 2004) ISBN 1-904859-06-2 (El anarquismo en la sociedad de consumo, Kairós, Barcelona, 1972 ISBN 84-7245-061-9)
- The Limits of the City (1973) ISBN 0-06-091013-5.
- The Spanish Anarchists: The Heroic Years (1977 and 1998) ISBN 1-873176-04-X.
- Toward an Ecological Society (1980) ISBN 0-919618-98-7.
- The Ecology of Freedom: The Emergence and Dissolution of Hierarchy (1982 and 2005) ISBN 1-904859-26-7.
- The Modern Crisis (1986) ISBN 0-86571-083-X.
- The Rise of Urbanization and the Decline of Citizenship (1987 and 1992) ISBN 978-0-87156-706-2
- Remaking Society (1990 and 1998) ISBN 0-921689-02-0
- The Philosophy of Social Ecology: Essays on Dialectical Naturalism (1990 and 1996) Montreal: Black Rose Books ISBN 978-1-55164-019-8
- To Remember Spain (1994) ISBN 1-873176-87-2
- Re-Enchanting Humanity (1995) ISBN 0-304-32843-X.
- The Third Revolution. Popular Movements in the Revolutionary Era (1996–2003) Londres i Nova York: Continuum. ISBN 0-304-33594-0. (4 Volumes)
- Social Anarchism or Lifestyle Anarchism: An Unbridgeable Chasm (1997) ISBN 1-873176-83-X.
- The Politics of Social Ecology: Libertarian Municipalism (1997, by Janet Biehl) Montreal: Black Rose Books. ISBN 1-55164-100-3.
- Anarchism, Marxism and the Future of the Left. Interviews and Essays, 1993-1998 (1999) Edinburgh and San Francisco: A.K. Press. ISBN 1-873176-35-X.
- The Murray Bookchin Reader (1999; edited by Janet Biehl) Black Rose Books. ISBN 978-1551641188
- Social Ecology and Communalism, with Eirik Eiglad, AK Press, 2007

### Articles
- "State Capitalism in Russia". Autumn 1950, Contemporary Issues 7. (under pseudonym M. S. Shiloh)
- "Listen, Marxist!" as brochure by Anarchos for the SDS conference in 1969.
- "Beyond Neo-Marxism". TELOS 36 (Summer 1978). New York: Telos Press
- "Death of a Small Planet", August 1989, The Progressive.
- "Society and Ecology", January 1993, unknown.

### Papers
- Radical Politics in an Era of Advanced Capitalism, November 1989, unknown.